# Barner (hessisch-westfälisches Adelsgeschlecht)

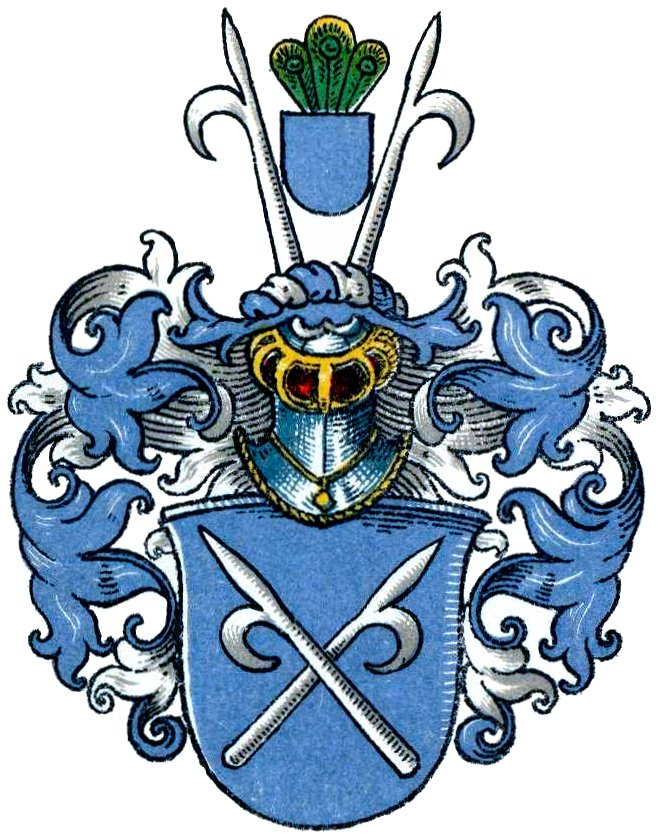
Stammwappen derer von Barner

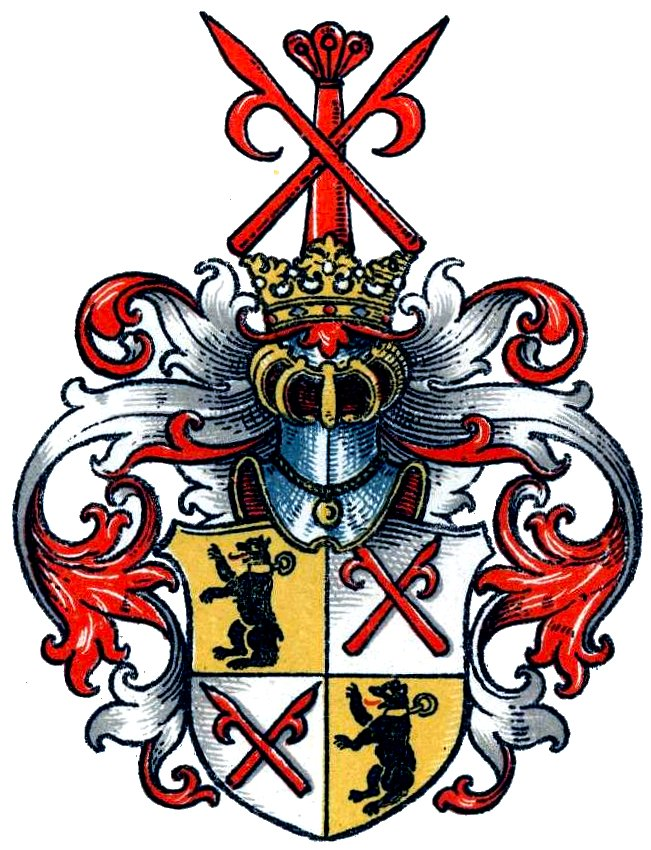
Vermehrtes Wappen derer von Barner (1721)

Die Herren von Barner (auch: Berner, Bärner o. ä.) waren ein hessisch-westfälisches Adelsgeschlecht. Eine Verwandtschaft mit den mecklenburgischen Barner besteht nicht.

## Geschichte
Das Geschlecht stammt von dem alten Hildesheimschen Rittergeschlecht der Berner von Gottenradt ab, das u. a. einen Burghof zu Sarstedt besaß. Darüber hinaus war das Geschlecht in Hessen-Schaumburg (Rinteln), im Lippeschen (Hörstmar, Gut Röhrentrup), Ravensbergischen (Gut Groß-Engershausen) und Mecklenburg (Buchhof 1752, Pentzin 1775) begütert. 
Zur Familie gehörte u. a. Daniel von Berner, 1490 bis 1522 Dompropst zu Minden. Dort gehörte das Geschlecht zum Mindenschen Adel. Im Ravensbergischen saß es von 1671 bis 1838 auf dem Rittergut Groß-Engershausen im heutigen Ortsteil Engershausen der Stadt Preußisch Oldendorf im Kreis Minden-Lübbecke. 1838 verkaufte die Familie das Gut an das Adelsgeschlecht derer von Spiegel. Zuvor war bereits im 16. Jahrhundert ein Zweig der Familie in die Ostseeprovinzen übergesiedelt. Ein Andreas von Barner (auch Perner) lebte 1536 in Estland und war 1541 Beisitzer des Mannrichters in Wierland. Dort besaß er Tolcks (1538–1548) und einen Teil des Dorfs Velze (bis 1557). Seine Ehefrau war eine Tochter von Hermann Lode auf Tolcks.
Der Fürstlich Hessisch-Kasselsche Geheime Rat und Regierungspräsident Justus Friedrich von Barner erhielt 1721 seinen Adel anerkannt. Das Wappen wurde vermehrt (siehe unten). In der Leichenpredigt der Frau von Hobe geb. von Barner († 1629) wird erwähnt, dass ihr Bruder der Letzte seines Stammes sei. Nur in Pommern seinen noch einige der Familie am Leben.

## Wappen
- Stammwappen: In Blau zwei ins Andreaskreuz gestellte, silberne Hakenlanzen. Auf dem blau-silber bewulsteten Helm zwei nach außen geneigte Hakenlanzen, dazwischen ein leerer blauer mit grünen Pfauenfedern besteckter Schild. Die Helmdecken in blau-silber.
- Vermehrtes Wappen von 1721: Quadrierter Schild, die Felder 1 und 4 in Gold ein sitzender schwarzer Bär, Felder 2 und 3 in Silber zwei ins Andreaskreuz gestellte rote Hakenlanzen. Auf dem gekrönten Helm die gekreuzten roten Hakenlanzen vor einer roten mit roten Federn besteckten Säule. Die Helmdecken in rot-silber.